# Ágave (danaide)
En la mitología griega, Ágave, era una de las 50 hijas de Dánao, rey de Argos.
Dánao y su hermano Egipto, eran los dos hijos varones de Belo, habidos con su esposa Anquínoe. Los dos hijos de Belo parecían ser antitéticos en todo. Así, mientras que Dánao llegó a tener cincuenta hermosas hijas y ningún hijo varón; y el segundo, Egipto, tuvo cincuenta hijos varones y ninguna hija.  Estos fueron guerreros bien preparados para el combate que se esparcieron por diversos territorios griegos y fueron fundadores de diversas ciudades.
Egipto, era un hombre duro y egoísta que persiguió constantemente a su hermano Dánao, a pesar de todos los acuerdos alcanzados con él para repartirse su herencia y propiedades. Llegó un momento en que, para proteger a sus hijas, Dánao huyó con ellas buscando nuevos territorios en que afincarse. Dánao se instaló en Argos, donde reinaba Gelánor, que los recibió aceptablemente, pero que acabó cediéndole su trono  (no se dan razones convincentes en la mitología clásica para explicar tal cesión).
Argos fue prosperando y adquirió un auge económico que despertó la envidia, una vez más, del propio Egipto, que acabó presentándose en la ciudad con todos sus hijos, y exigiendo a su hermano el matrimonio de las cincuenta parejas que podían formarse con la descendencia de ambos. Dánao no estaba en condiciones de enfrentarse al medio centenar de guerreros hijos de su hermano, se vio forzado a aceptar. Sin embargo, el día de la boda reunió a todas las Danaides y entregó una daga a cada una de sus hijas, ordenándoles que las ocultasen en sus habitaciones y que, durante la noche nupcial, mientras ellos dormían, diesen muerte a cada uno de sus maridos. Cuarenta y nueve de ellas cumplieron su cometido, pero Hipermnestra desobedeció a su padre  pues su marido Linceo había respetado su deseo de permanecer virgen. Dánao se enfureció con su hija y actuó contra ella, pero Afrodita intervino para salvarla.  Más tarde Linceo mataría a Dánao, vengando así la muerte de sus hermanos.